# هارولد كولينز
هارولد كولينز هو سياسي كندي، ولد في 21 مايو 1925، وتوفي في 10 نوفمبر 2015 في كندا. حزبياً، نشط في حزب المحافظين التقدمي في نيوفندلاند ولابرادور ‏. وقد انتخب عضو المجلس النيابي لنيوفندلاند ولابرادور ‏ عن دائرة Gander (electoral district) ‏ (1967 – 1979).